# 국물 큐브

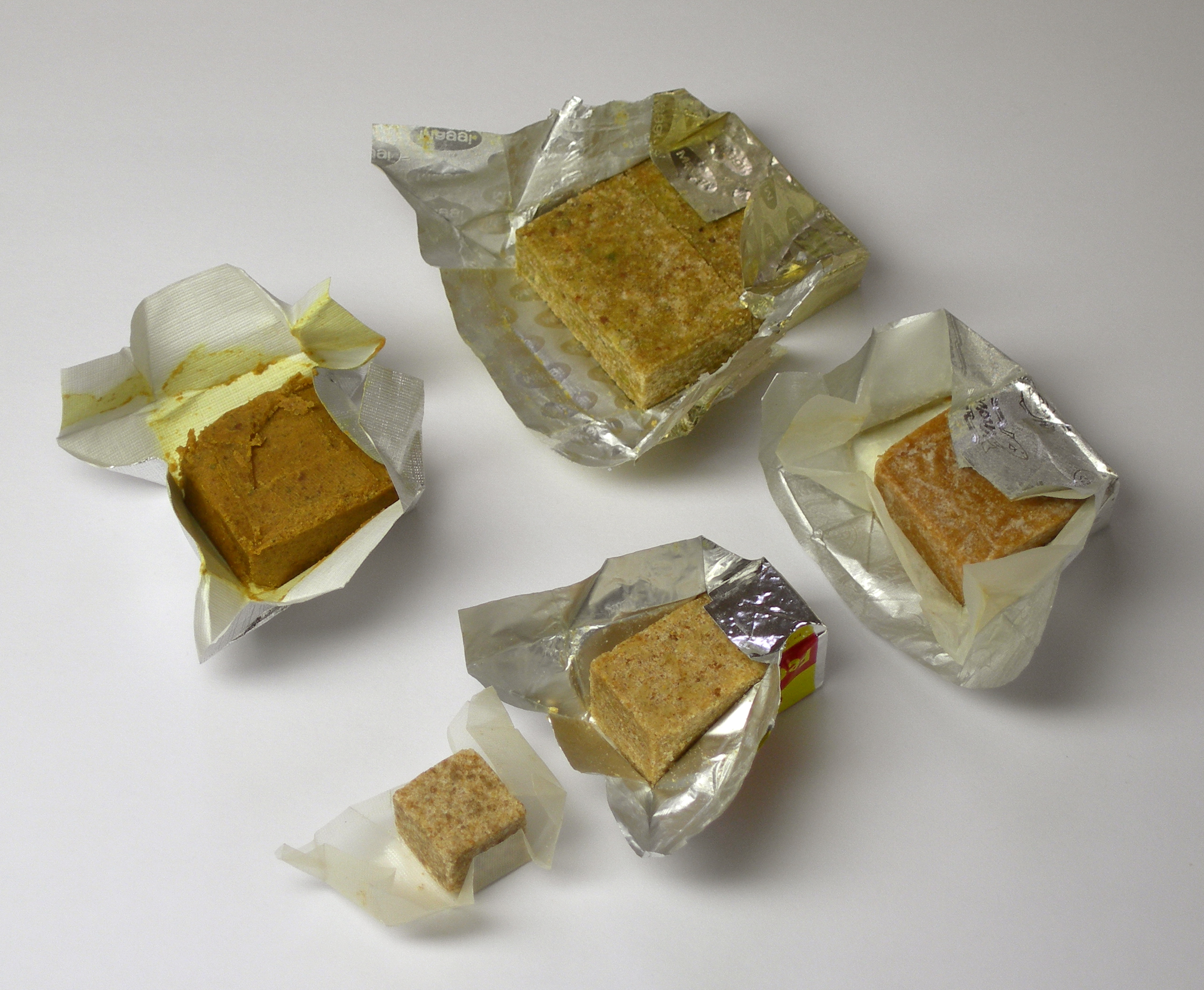
국물 큐브

국물 큐브(--cube)는 물에 녹여 밑국물을 내는 데 쓰는 조미료 큐브이다. 육수 큐브(肉水cube)로도 부른다. 미국, 캐나다 등지에서는 프랑스식 맑은 국물인 부용(bouillon)을 만들 때 쓴다는 뜻에서 부용 큐브(bouillon cube)로 알려져 있으며, 영연방 국가에서는 밑국물(stock)을 내는 데 쓴다 하여 스톡 큐브(stock cube)라 부른다. 필리핀 등 다른 영어권 국가에서는 맑은 국물(broth)을 내는 데 쓰인다 하여 브로스 큐브(broth cube)라 부르기도 한다.
고기나 채소 등 여러 가지 육수를 내는 데 쓰는 국물 큐브를 마기, 크노르 등 식품기업에서 대량생산·판매한다.

## 같이 보기
- 다시다
- 닭육수 가루